# Distrikt Pacaraos
Der Distrikt Pacaraos liegt in der Provinz Huaral in der Region Lima in Peru. Der Distrikt wurde am 2. Januar 1857 gegründet. Er besitzt eine Fläche von 306 km². Beim Zensus 2017 wurden 1136 Einwohner gezählt. Im Jahr 1993 lag die Einwohnerzahl bei 1601, im Jahr 2007 bei 747. Verwaltungssitz ist die 3331 m hoch gelegene Ortschaft Pacaraos mit 355 Einwohnern (Stand 2017). Pacaraos liegt 70 km ostnordöstlich der Provinzhauptstadt Huaral.

## Geographische Lage
Der Distrikt Pacaraos liegt in der peruanischen Westkordillere im Nordosten der Provinz Huaral. Begrenzt wird der Distrikt im Osten und im Süden durch den Río Chancay. Dessen Quellgebiet liegt im äußersten Nordosten des Distrikts. Im Nordosten verläuft der Hauptkamm der Westkordillere mit der kontinentalen Wasserscheide. Weiter westlich verläuft die Wasserscheide zum weiter nördlich gelegenen Einzugsgebiet des Río Huaura.
Der Distrikt Pacaraos grenzt im Westen an den Distrikt Veintisiete de Noviembre, im Norden an den Distrikt Santa Leonor (Provinz Huaura), im Nordosten an den Distrikt Huayllay (Provinz Pasco), im Osten an den Distrikt Santa Cruz de Andamarca sowie im Süden an den Distrikt Atavillos Alto.

## Ortschaften
Neben dem Hauptort gibt es folgende größere Ortschaften:
- Ravira
- San Juan de Viscas